# Luigi Ferrando (cyclisme)
Pour les articles homonymes, voir Ferrando.
Luigi Ferrando, surnommé Luigìn, né le 28 avril 1911 à Acquasanta (it), près de Gênes, et mort le 7 février 2003 à Gênes, est un coureur cycliste italien. 
Il est le premier coureur non-espagnol à avoir remporté le Trofeo Masferrer, en 1935.

## Biographie
Né en 1911, Luigi Ferrando commence à courir quand il est encore jeune, durant les années 1920. Il participe à plusieurs éditions de Milan-San Remo et, en 1935, il remporte le Trofeo Masferrer en Catalogne.
Durant les années 1930, il gagne plusieurs étapes du Tour des Apennins et des championnats italiens de cyclo-cross.

## Palmarès
- 1930 : 2e des Trois vallées varésines
- 1932 : Champion d'Italie de cyclo-cross
- 1935 : Champion d'Italie de cyclo-cross ;
- 1935 : Vainqueur du Trofeo Masferrer ;
- 1938 : 3e du Tour des Apennins ;
- 1936 : Champion d'Italie de cyclo-cross ;
- 1938 : Champion d'Italie de cyclo-cross ;
- 1938 : Vainqueur du Tour des Apennins ;
- 1939 : Champion d'Italie de cyclo-cross.